# Poggio Castellano
Poggio Castellano, conosciuto anche come Collemagrone, è una frazione di Amatrice situata a 1 195 metri s.l.m.. La frazione si trova nella zona meridionale del comune di Amatrice a circa 5 km dal centro del paese, al confine con l'Abruzzo.

## Geografia fisica
La frazione sorge su una collina lottizzata, su cui sono stati realizzati complessi residenziali. Si possono distinguere due parti: una parte alta ed una bassa. Nella parte alta si trova il casale Santarelli, che può essere considerato il centro della frazione. Nella parte inferiore, sono invece localizzate delle aree finalizzate ad attività sportive.
Posizionata all'interno del Parco dei Monti della Laga, considerata anche l'altezza cui si trova, Poggio Castellano è un posto perfetto per osservare i monti della Laga (Pizzo di Sevo, Cima Lepri, Monte Gorzano). La strada principale, che inizia dalla SS260, arriva ad un bivio, proseguendo verso destra si procede per la parte alta; voltando invece a sinistra ci si dirige verso la parte bassa.

## Storia
Il paese è conosciuto anche con il nome di Collemagrone. Nella parte alta, ove si trova il casale Santarelli, nel periodo di insediamento della popolazione, era stato organizzato un centro di accoglienza con bar, ristorante ed un discreto numero di manifestazioni a carattere aggregativo.
Questa iniziativa dopo qualche anno si ridusse a fornire esclusivamente il servizio di ristorazione, per chiudere definitivamente qualche anno a seguire.
Il 24 Agosto 2016, intorno alle ore 3:40, ed il 30 ottobre seguente si sono verificate le due più gravi scosse di terremoto di un sisma iniziato con la prima scossa, che ha interessato la zona di Accumuli ed Amatrice; questi comuni, con un gran numero delle loro frazioni ed altri limitrofi hanno subito ingenti danni, rimanendo pressoché rasi al suolo. 
Poggio Castellano, essendo di edificazione più recente ed antisismica ha riportato pochi danni, sebbene presenti.
Il Genio militare dell'Esercito ha realizzato un campo proprio in questa località, in occasione degli interventi di salvataggio e recupero di persone e beni, interessati dal terremoto. Nella stessa località è stato realizzato il campo della protezione civile del comune di Milano, creato per ospitare il personale impegnato in aiuto alla popolazione per il terremoto.

## Monumenti e luoghi d'interesse
La strada verso la parte superiore, termina in una mulattiera, che si perde nei boschi che ospitano castagne e terreni agricoli. Lungo la mulattiera è possibile individuare punti da cui ammirare un'eccezionale veduta dei Monti della Laga e di Amatrice, oltre alla vallata dove è la località Ponte a tre occhi.

## Accessibilità
Poggio Castellano è raggiungibile tramite la "SS4 Salaria" da Roma, proseguendo per Rieti ed Antrodoco fino ad Amatrice; da Amatrice quindi si prende la Strada Statale Picente che porta fino al bivio del paese. Dall'Abruzzo è raggiungibile attraverso il confinante comune di Campotosto o da quello di Montereale, a sua volta collegato all'Aquila ed all'autostrada A24 sempre tramite la SS260 Picente.
A seguito del grave sisma del 24 Agosto 2016, che ha reso pericolante il ponte a tre occhi, è stato necessario realizzare un nuovo collegamento: questo ponte, realizzato dal Genio dell'esercito, in tempi abbastanza celeri, è stato in seguito chiamato "Ponte della Rinascita", quale simbolo di rinascita del Comune gravemente ferito.